# Nara Dreamland
Koordinaten: 34° 42′ 0″ N, 135° 49′ 27″ O

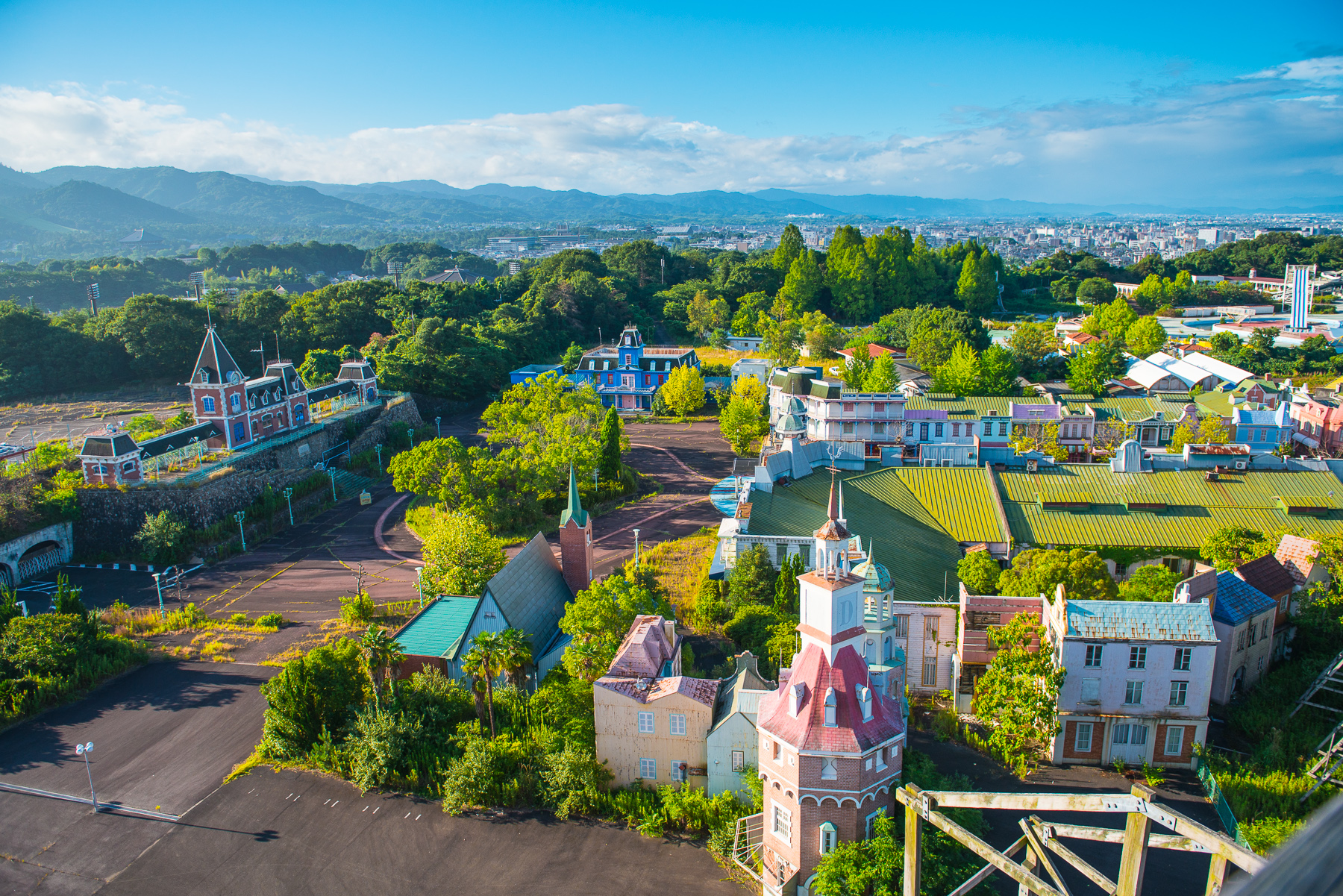
Ein Teil des Parks aus der Vogelperspektive

Der Nara Dreamland (jap. 奈良ドリームランド, Nara Dorīmurando) war ein Freizeitpark 2 Kilometer nördlich des Zentrums der japanischen Stadt Nara. Das dem Disneyland in Kalifornien nachempfundene Dreamland wurde 1961 eröffnet. Am 31. August 2006 kam es zur endgültigen Schließung des zuletzt heruntergekommenen und mit sinkenden Besucherzahlen kämpfenden Parks.

## Geschichte
Dem vom Unternehmen Japan Dream Tourism gebauten Park liegt eine Idee von Kunizo Matsuo (Präsident der Matsuo Entertainment Company) zugrunde, der zuvor im Rahmen einer Amerika-Reise das Disneyland Resort besucht hatte. Trotz harmonischer Zusammenarbeit mit den Ingenieuren von Disneyland während des Aufbaus kam es gegen Ende des Bauprojekts zu einem Streit. Die Verhandlungen mit Disney wurden abgebrochen und man entwarf eigene Maskottchen für den Park. Anfangs wurde er von einem Besucherboom überrannt. Doch nach der Eröffnung des Tokyo Disneyland im Jahre 1983 gingen die Besucherzahlen stark zurück. 1993 wurde Japan Dream Tourism mitsamt Park an die Firma Daiei verkauft, die eine der größten Supermarktketten in Japan betreibt. Den Todesstoß des bereits deutlich heruntergekommenen Parks versetzte 2001 die Eröffnung des 40 Kilometer entfernten Freizeitparks Universal Studios Japan in Osaka. Nachdem andere ältere und kleinere Freizeitparks bereits zuvor durch die Konkurrenz der größeren Parks schließen mussten (darunter der Schwesterpark Yokohama Dreamland), folgte am 31. August 2006 auch für das Nara Dreamland die endgültige Schließung.
Im November 2015 wurde der Freizeitpark an die Firma SK housing verkauft, die auf dem Gebiet Wohnblöcke bauen wollte. Im Oktober 2016 begann der Abriss des Freizeitparks.

## Parkgestaltung
Der Eingangsbereich des Parks sah beinahe wie der des Disneylands aus – einschließlich des Bahnhofs, der Main Street USA und des Sleeping Beauty Castle (einer dem Schloss Neuschwanstein nachempfundenen Märchenburg). Es hatte auch einen dem Matterhorn nachempfundenen Berg (mit Achterbahn), eine Autopia (eine Art Kartbahn mit Benzinfahrzeugen) sowie eine Monorail.

## Attraktionen
Im Park waren bis zur Schließung auch einige Bahnen, einschließlich:
| Name            | Typ             | Höhe (in m) | Länge (in m) | Geschwindigkeit (max. in km/h) | g-Kraft (max.) | Eröffnungs- jahr | Fahrzeit | Hersteller                | Beschreibung                                                |
| --------------- | --------------- | ----------- | ------------ | ------------------------------ | -------------- | ---------------- | -------- | ------------------------- | ----------------------------------------------------------- |
| Aska            | Holzachterbahn  | 30          | 1081         | 80                             | 2,8            | 1998             | 1:45     | Intamin                   | die Cyclone auf Coney Island in New York diente als Vorbild |
| Screw Coaster   | Stahlachterbahn |             | 1382         | 90                             |                | 1978/1979        | 1:20     | Arrow Dynamics            | Bahn mit doppeltem Looping                                  |
| Bobsleigh       | Stahlachterbahn |             |              |                                |                | 1961             | 1:35     | Sansei Yusoki             | der Matterhorn Bobsleds nachgeahmt                          |
| Fantasy Coaster | Stahlachterbahn |             |              |                                |                | 1992             | 1:31     | Meisho Amusement Machines | als Minenbahn ausgestaltet                                  |
| Kid’s Coaster   | Stahlachterbahn |             |              |                                |                |                  | 0:54     |                           |                                                             |

Außerdem andere Fahrgeschäfte wie z. B. einem Karussell, eine kleine Powered Coaster, ein dem Jungle Cruise des Disneylands nachempfundenes Fahrgeschäft sowie eine Wildwasserbahn.

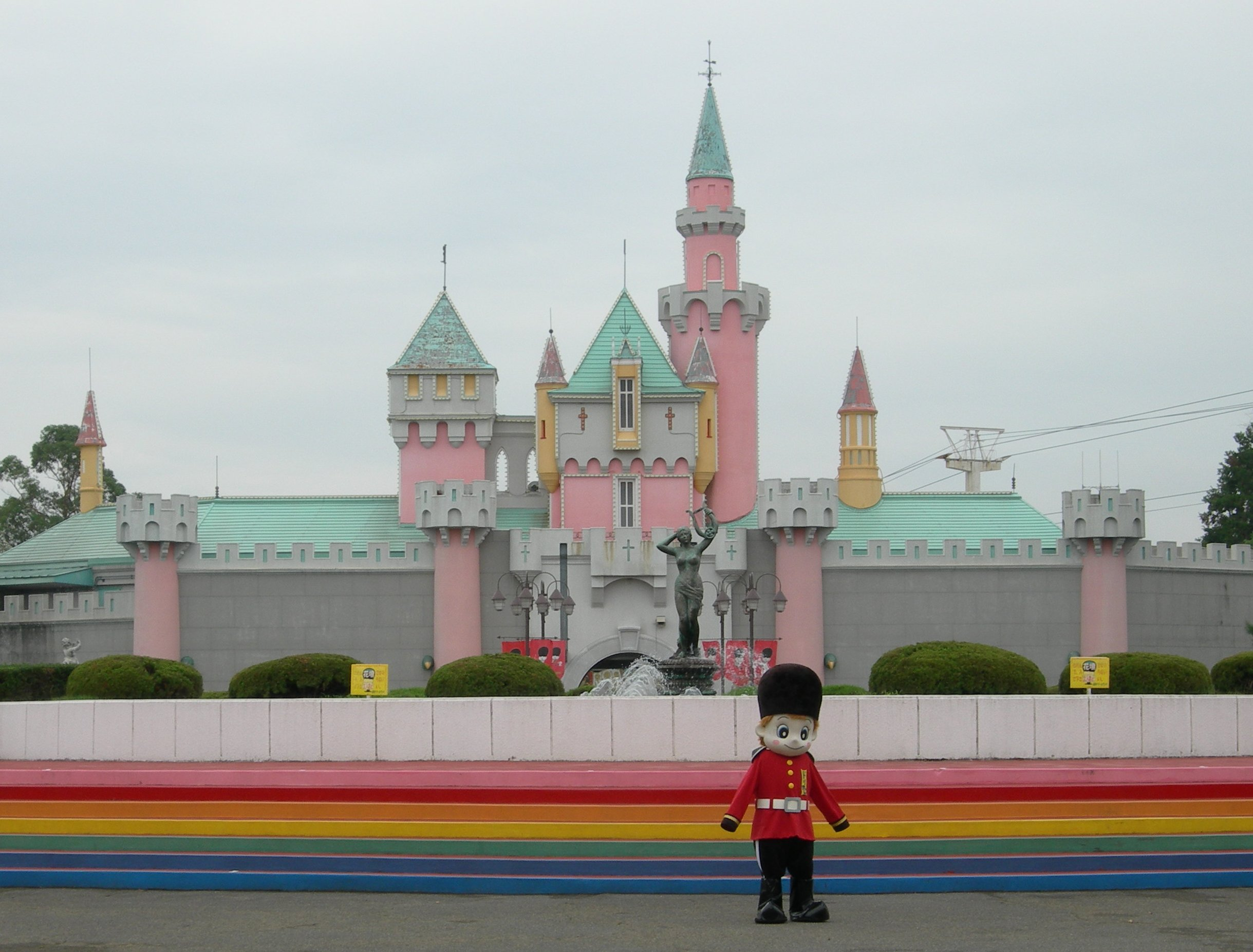
Sleeping Beauty Castle
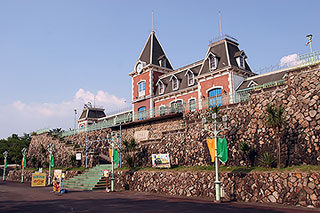
Bahnhof
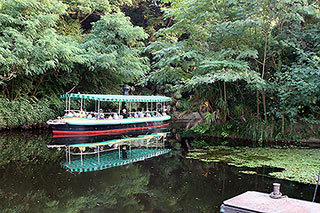
Jungle Cruise
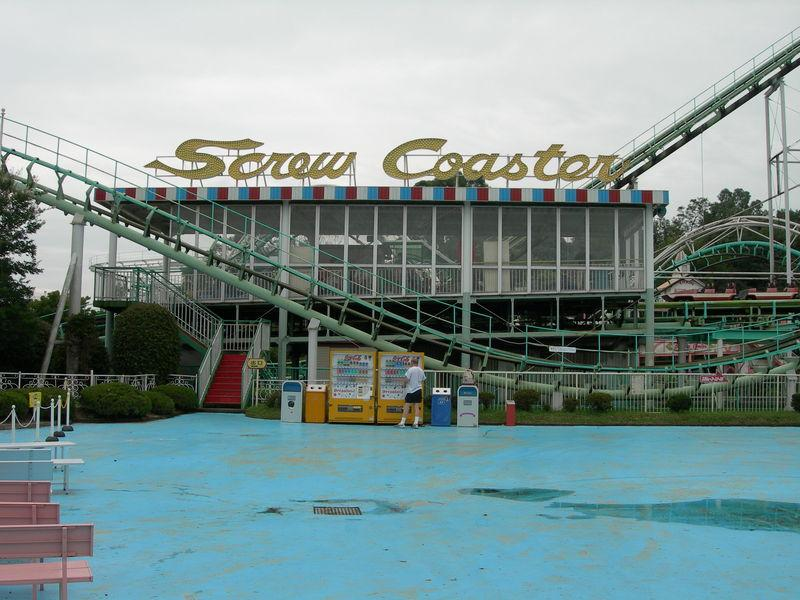
Screw Coaster
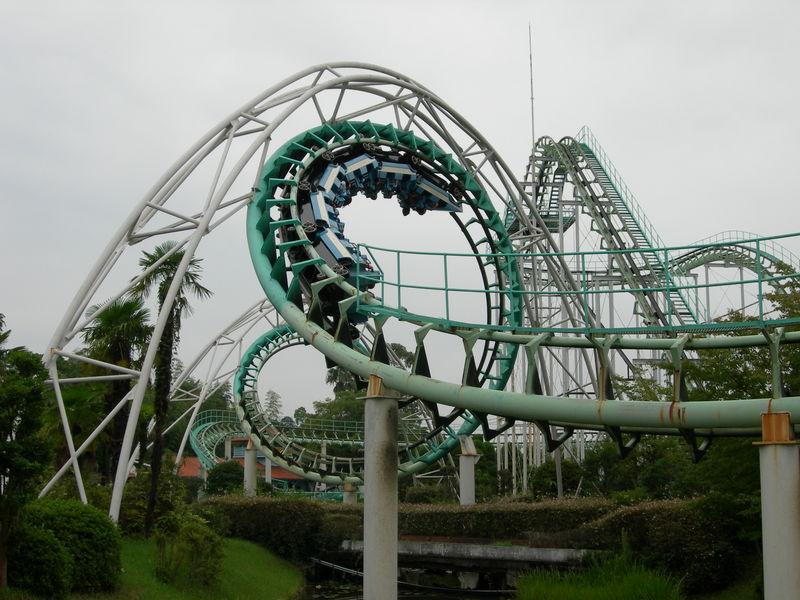
Screw Coaster